# VV Orion
VV Orion (utskrivet Volleybalvereniging Orion) är en volleybollklubb från  Doetinchem, Nederländerna. Klubben bildades 1956 under namnet Doetinchemse Volleybal Club. Herrlaget har blivit nederländska mästare två gånger (2012 och 2019) och vunnit nederländska cupen tre gånger (1979, 2013 och 2017). Damlaget blev 1984 både nederländska mästare och vinnare av nederländska cupen.